# Matvej Matveevič Gedenštrom
Matvej Matveevič Gedenštrom, in russo Матвей Матвеевич Геденштром?, in svedese Mathias Hedenström (Riga, 1780 – Chajdukova, 20 settembre 1845), è stato un esploratore e scrittore russo.
Nato nel 1780, o nel 1781, frequentò, senza finire, l'Università di Tartu e come funzionario pubblico lavorò alla dogana di Tallinn. Arrestato in relazione a una questione di contrabbando, fu processato e poi esiliato in Siberia. Arrivò a Irkutsk nel 1808 e ricevette come primo incarico l'esplorazione della costa del mar Glaciale Artico. Difettando della necessaria formazione scientifica, dovette studiare molto per essere in grado di calcolare la latitudine e la longitudine di una data posizione e di utilizzare le apparecchiature scientifiche in generale.
Guidò la spedizione cartografica di esplorazione delle isole della Nuova Siberia insieme a Jakov Sannikov e ai geodeti P. Pšenicin e I. Koževin. La teoria circa l'esistenza della cosiddetta Terra di Sannikov, da qualche parte a nord-ovest dell'isola Kotel'nyj, nacque durante questa spedizione. Gedenštrom stabilì la presenza delle cosiddette polinie
(dal russo полынья, polyn'ja), aperture naturali nel ghiaccio in mare aperto, di forma circolare o ovale. Descrisse la costa tra le foci dei fiumi Jana e Kolyma e nel 1809 visitò le coste orientali di un'isola, avvistata tre anni prima da Syrovatskij, e la chiamò Novaja Sibir' (Nuova Siberia), nome che sarebbe stato ufficialmente approvato nel 1810.
Nel 1813 è stato assunto dall'ufficio del governatore di Irkutsk, e poi fino al 1818 ha prestato servizio come ufficiale di polizia a Verchneudinsk (oggi Ulan-Udė), dove ha continuato a impegnarsi nella ricerca e in collezioni mineralogiche e botaniche. Ha fatto molti viaggi in Jacuzia e nella Transbajkalia.
Fu uno dei più stretti collaboratori di Nikolaj Ivanovič Treskin, allora governatore di Irkutsk, e fece una considerevole fortuna attraverso gli acquisti del pane a lui assegnati. Nel 1819, il governatore generale della Siberia Michail Michajlovič Speranskij, in una visita a Irkutsk, come parte del suo tour siberiano, espose molti casi di cattiva condotta ufficiale da parte delle autorità locali. Il 20 febbraio 1820 Gedenštrom fu rimosso dal suo incarico per lo stile autocratico della sua gestione, per appropriazione indebita, estorsione e frode. Gli fu preclusa la possibilità di ricoprire cariche pubbliche, ma non fu bandito dalla Siberia e venne inviato a Tobol'sk. Per sfruttare le competenze e l'esperienza di Gedenštrom, l'amministrazione della Siberia occidentale riuscì ad ottenere il permesso di inserirlo nel servizio pubblico. Nel 1827, gli fu permesso di tornare nella Russia europea e fu assunto nel dipartimento di Medicina (Медицинский департамент) come capo sezione. Nel 1830, venne messo a capo dell'ufficio postale di Tomsk. Andato in pensione si ritirò nel villaggio di Chajdukova (nell'oblast' di Tomsk) dove, dedito all'alcol, morì in estrema povertà il 20 settembre 1845; fu sepolto il 23 settembre a Tomsk.

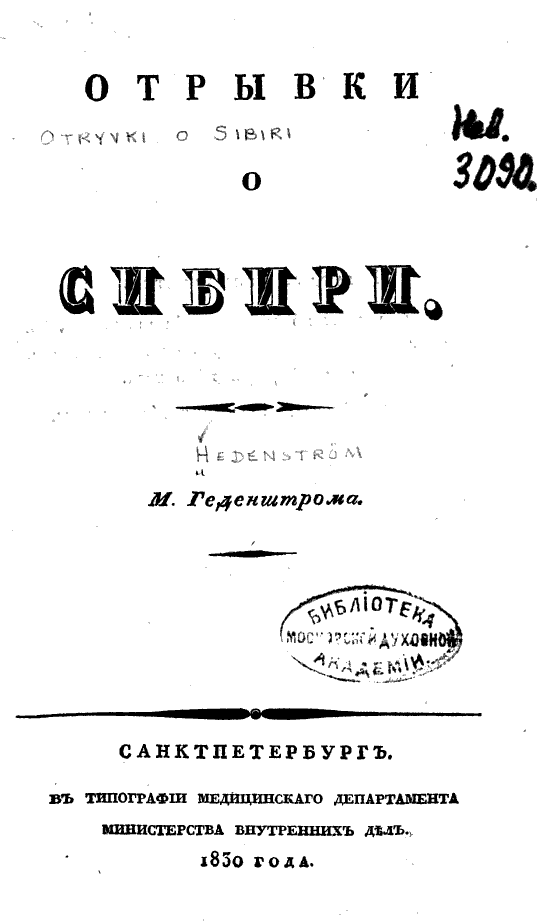
Copertina del libro Frammenti di Siberia, San Pietroburgo, 1830.

## Opere
Gedenštrom pubblicò le sue scoperte scientifiche in diverse opere e articoli: 
- Путешествие Геденштрома по Ледовитому морю и островам онаго, лежащим от устья Лены к востоку, «Сибирский Вестник», 1822 (Viaggio di Gedenštrom attraverso l'Oceano Artico e le sue isole, che si trovano a est dell'estuario del Lena.)
- Описание берегов Ледовитого моря от устья Яны до Баранова камня, «Сибирский Вестник» 1823 (Descrizione della costa dell'Oceano Artico dalla foce della Jana a capo Baranov.)
- Записки о Сибири, «Журн. Минист. Внутр. Дел», 1829 parte 1, vol. 1; 1830, parte 2, vol. 1-3; parte 3, vol. 4 (Note sulla Siberia)
- Отрывки о Сибири, San Pietroburgo, 1830 (Frammenti di Siberia)
- Острова между Леною и Колымою, «Русский Инвалид», 1838, n. 268 (Isole tra la Lena e la Kolyma)
- Новая Сибирь, ibid., 1838, n. 313 (Nuova Siberia)
- Головы неизвестных животных, находимых в Северной Сибири, ibid., n.318 (Esemplari di animali sconosciuti trovati nel nord della Siberia.)
- О Байкале, ibid., 1839. n 9,10 (Sul Bajkal)
- Материалы для описания Сибири, 1841 (Materiale per la descrizione della Siberia.)
- Сибирь, «Москвитянин», 1842, parte 5, n. 9 (Siberia)